# Лейкпорт (Калифорния)
Ле́йкпорт (англ. Lakeport) — город и окружной центр округа Лейк, Калифорния. Расположен на западном берегу озера Клир-Лейк.

## История
Город в разное время носил такие названия, как Форбстаун (англ. Forbestown), Рокки-Пойнт (англ. Rocky Point), Стони-Пойнт (англ. Stony Point), и Такертаун (англ. Tuckertown).

## География
Координаты Лейкпорта 39°02′35″ с. ш. 122°54′57″ з. д. . По данным Бюро переписи населения США, город имеет общую площадь в 8,3 км², из которых 8 км² составляет суша и 0,26 км² (4.39%) — водная поверхность.

## Климат
Окружной центр Лейкпорт расположен в зоне средиземноморского климата.
| Показатель                    | Янв. | Фев. | Март | Апр. | Май | Июнь | Июль | Авг. | Сен. | Окт. | Нояб. | Дек. | Год  |
| ----------------------------- | ---- | ---- | ---- | ---- | --- | ---- | ---- | ---- | ---- | ---- | ----- | ---- | ---- |
| Абсолютный максимум, °C       | 22   | 26   | 28   | 33   | 37  | 41   | 43   | 41   | 41   | 35   | 32    | 25   | 43   |
| Средний суточный максимум, °C | 11   | 13   | 16   | 20   | 25  | 28   | 34   | 33   | 31   | 24   | 16    | 12   | 21,9 |
| Средняя температура, °C       | 5    | 7    | 8    | 11   | 15  | 18   | 22   | 21   | 19   | 14   | 9     | 6    | 12,9 |
| Средний суточный минимум, °C  | −1   | 1    | 1    | 3    | 6   | 8    | 11   | 10   | 8    | 5    | 2     | 1    | 4,6  |
| Абсолютный минимум, °C        | −10  | −6   | −4   | −2   | −1  | −1   | 1    | 2    |      | −3   | −5    | −8   | −10  |
| Норма осадков, мм             | 150  | 130  | 90   | 40   | 20  | 0    | 0    | 0    | 0    | 30   | 70    | 130  | 660  |
| Источник: Погода и климат     |      |      |      |      |     |      |      |      |      |      |       |      |      |

## Демография

### 2000 год
Согласно Переписи населения 2000 года в Лейкпорте проживало 4 753 человека. Плотность населения составила 694,4 чел./км². Было расположено 2 394 единицы жилья со средней плотностью 344,9 чел./км². Расовый состав выглядел следующим образом: 82,7% — белые, 1,0% — афроамериканцы, 3,1% — коренные американцы, 2,1% — азиаты, 0,1% — уроженцы тихоокеанских островов, 7,1% — прочие расы, 3,9% — смешанные расы, 16,8% — латиноамериканцы (любой расы).

### 2010 год
Согласно Переписи населения 2010 года в Лейкпорте проживало 4 820 человек. Плотность населения составила 573,8 чел./км². Расовый состав выглядел следующим образом: 88,7% — белые, 0,8% — афроамериканцы, 2,0% — коренные американцы, 1,5% — азиаты, 0,2% — уроженцы тихоокеанских островов, 3,5% — прочие расы, 3,4% — смешанные расы, 11,5% — латиноамериканцы (любой расы).
Результаты Переписи сообщили о 4 616 человек (97,1% населения), проживающих в домохозяйствах.
В городе было расположено 2 002 домохозяйства. В 563 домохозяйствах (28,1%) проживали дети младше 18 лет, 803 (40,1%) представляли собой совместно проживающие супружеские разнополые пары, 260 (13,0%) — женщины-домовладельцы без мужа, 110 (5,5%) — мужчины-домовладельцы без жены, 177 (8,8%) — однополые пары, не состоящие в браке, 16 (0,8%) — однополые супружеские пары.
1 031 (21,7%) человек был младше 18 лет, 18 352 (7,4%) — в возрасте от 18 до 24 лет, 1 033 (21,7%) — от 25 до 44 лет, 1 384 (29,1%) — от 45 до 64 лет и 953 (20,1%) жителя города были старше 65 лет. Средний возраст горожанина составил 44,2 года. На 100 лиц женского пола приходилось 90,8 лиц мужского. На 100 совершеннолетних женщин приходилось 86,8 мужчин сопоставимого возраста.